# Laboratoire atmosphères et observations spatiales
Pour les articles homonymes, voir LATMOS.
Le Laboratoire Atmosphères & Observations spatiales (LATMOS) est un laboratoire de recherche français spécialisé dans l'étude des processus physiques et chimiques de l'atmosphère terrestre, l'étude des planètes et petits corps du système solaire (atmosphères, surfaces, sub-surfaces) ainsi que la physique de l'héliosphère, de l'exosphère des planètes et des plasmas du système solaire.  
Il regroupe environ 230 personnes dont 150 permanents organisés en six départements scientifiques et trois départements techniques, répartis sur deux sites (Guyancourt pour le site de l'UVSQ - Université Paris-Saclay, Paris pour le site de Sorbonne Université). 
Le 24 janvier 2021, le Latmos lance son premier nano-satellite : UVSQ-SAT.

## Historique et tutelle
Le LATMOS a été créé en 2009 à la suite de la fusion du Service d'aéronomie (SA) avec une partie du Centre d’Étude des Environnements Terrestres et Planétaires (CETP), tous deux implantés en Région parisienne. 
Le LATMOS est une unité mixte de recherche (UMR 8190) placée sous la tutelle du CNRS, de l'université de Versailles-Saint-Quentin-en-Yvelines (UVSQ) et de Sorbonne Université. Il fait partie de l'Observatoire des Sciences de l'Univers de l'UVSQ (OVSQ) et de l'Institut Pierre-Simon-Laplace (IPSL).

## Départements scientifiques et thèmes de recherche

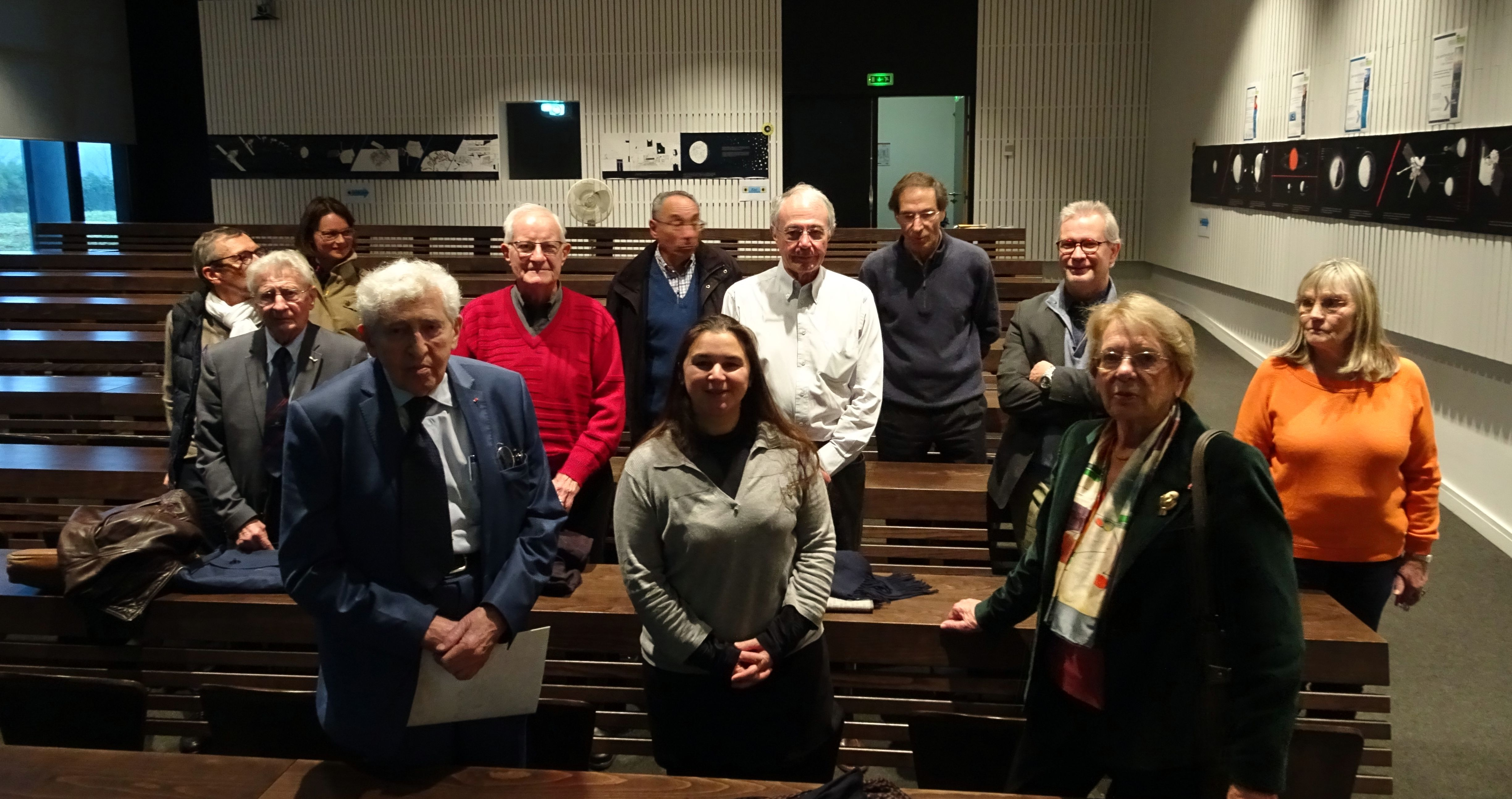
Photo de groupe lors de la présentation du projet LHASTEC au LATMOS à Guyancourt, en 2017.

Le laboratoire est organisé autour de deux départements scientifiques :
- Atmosphère
- Système solaire

### Département Atmosphère
Le département Atmosphère comporte 6 équipes :
Aéronomie
L’équipe « Aéronomie » étudie le bilan radiatif de la Terre et la composition atmosphérique à diverses altitudes, notamment la haute atmosphère. Cela inclut l’exploration des interactions entre le Soleil et la Terre ainsi que des travaux de géo-ingénierie. Ces recherches se basent sur les réseaux NDACC et SAOZ, les données de l’Observatoire de Haute-Provence, les observations aéroportées (avion, ballon, satellite), la filière des CubeSats (Uvsq-Sat, Inspire-Sat), les missions actuelles et à venir (Uvsq-Sat NG, MicroCarb, Merlin, Forum, Libera, IASI-NG). La modélisation chimie-dynamique-climat couplée (LMDz-REPROBUS et STRATAER) est employée pour approfondir ces études.
Composition et transport
L’équipe « Composition & transport » étudie la composition atmosphérique dans la troposphère et la stratosphère pour comprendre les tendances aux échelles régionales et globales des concentrations en ozone, en particules, en gaz réactifs et à effet de serre. Ces travaux se basent sur les réseaux de mesures au sol, les observations à bord d’avions et les mesures des missions satellites actuelles (IASI) et à venir (IASI-NG, CAIRT si sélectionné, et à plus long terme Merlin) avec l’aide de modèles de chimie-transports régionaux et globaux. Les études englobent aussi l’analyse d’évènements exceptionnels (pollutions, feux, volcans) et des travaux de géo-ingénierie.
Dynamique
L’équipe « Dynamique » s’intéresse à l’étude de la dynamique des écoulements géophysiques atmosphériques et océaniques, avec l’étude du couplage océan-atmosphère, les effets dynamiques de la couche limite et des petites échelles, les interactions aérosol-nuages-dynamique atmosphérique (projet Baccopa en Afrique Centrale et campagne ballons Stratéole2), la génération et la propagation des vagues à la surface de l’océan (projet Maeva), la cyclogénèse, et la dynamique des ondes tropicales (projets Caddiwa et Maestro au Cap Vert) et des cyclones tropicaux. Ces travaux permettront aussi de préparer les futures missions satellites Earthcare, 3MI/Metop-SG et EE11 Wivern (si sélectionné).
Météorologie et climat
L’équipe « Météorologie/Climat/IA/Instrumentation » étudie les processus météorologiques (couche limite, nuages, brouillard, précipitations) à différentes échelles de temps et d’espace pour mieux comprendre les mécanismes de formation, leurs variabilités, leurs tendances, et l’émergence d’extrêmes. Les régions polaires et les milieux urbains sont plus spécifiquement analysés mais pas uniquement. Pour mener à bien ces travaux, l’équipe contribue au développement et déploiement de nouveaux instruments de pointe, notamment lidar/radar et leur synergie, dans le cadre de missions satellite (EarthCare, C2OMODO, WIVERN), de campagnes de mesures ballons et avions (e.g STRALI/SAPHERALLER, MAESTRO, BACCOPA, NAWDIC) ou pour le réseau ACTRIS, se spécialise dans l’application de l’intelligence artificielle à l’observation et à l’analyse de la variabilité des précipitations, notamment avec la création de l’équipe projet INRIA ARCHES (AI Research for Climate CHange and Environmental Sustainability) et utilise et évalue les modèles climatiques régionaux pour analyser les interactions entre grande échelle et processus locaux (en particulier liés à anthropisation des surfaces) dans le cadre international CORDEX.
Milieux urbains
L’équipe « Milieux urbains » centre ses travaux sur l’étude de l’évolution de la ville, à partir d’observations in situ (développement du super-site de QUALAIR et science participative avec micro-capteurs ; projet CASPA-PICO), satellites (IASI, IASI-NG et IRS/MTG), radars (turbulence, précipitations avec ROXI/CURIE, et radar MF) et de modélisation régionale (WRF, Chimère, WRF-Chem, RegIPSL, implication dans le projet international de CORDEX FPS « Urban Environment and Regional Climate Change »). L’influence de la ville sur les précipitations et les liens entre la chimie et la dynamique à l’échelle urbaine sont étudiés, avec un focus sur la pollution dans la couche limite, les îlots de chaleurs urbains, le rôle des aérosols et de la forme urbaine sur les précipitations, y compris avec des techniques impliquant l’intelligence artificielle.
Régions polaires
L’équipe « Régions polaires » s’intéresse aux processus dynamiques, thermodynamiques, radiatifs et chimiques de l’atmosphère en régions arctique et antarctique. Elle étudie les interactions entre aérosols et nuages et leurs impacts sur le forçage radiatif et le bilan d’énergie en surface (ANR MPC2, ERC-SyG AWACA, H2020 CERTAINTY), la pollution/composition atmosphérique en régions polaires (continuité ALPACA), et les composés organiques et leur rôle potentiel comme noyaux glaçogènes (TARA Polar Station). L’équipe s’appuie sur l’instrument embarqué RALI, le réseau NDACC, les futurs satellites (EarthCare et AOS), et des études de modélisation (WRF-Chem, CHIMERE-WRF et LMDz-Reprobus).

### Département Système solaire
Le département système solaire comporte 5 équipes :
Atmosphères planétaires
L’équipe « Atmosphères planétaires » étudie les processus physico-chimiques qui gouvernent les atmosphères des planètes telluriques (et de Titan) à toutes les échelles de temps. Elle traite et analyse les données de missions spatiales (passées ou actuelles) obtenues par spectrométrie UV ou infrarouge. L’équipe s’implique également dans la conception et la préparation de futures missions qui seront lancées vers Mars (MMX/MIRS, 2026) et Vénus (Envision/VenSpec-U, 2031). Elle est par ailleurs experte en modélisation 3D de la microphysique et de la photochimie appliquée à ces deux planètes.
Environnements planétaires
L’équipe « Environnements planétaires » étudie les régions supérieures des atmosphères (thermosphère, exosphère, ionosphère, magnétosphères) des objets du système solaire et leur interaction avec le plasma environnant (interaction planète/vent solaire ou satellites/plasma magnétosphérique) pour comprendre, par exemple, l’importance des processus d’échappement atmosphérique dans le cas de Mars. Ces études se font principalement à l’aide de spectroscopie UV, de spectrométrie de masse et de modèles numériques et concernent principalement Mercure, Mars, Jupiter et ses satellites.
Exobiologie & Astrochimie
L’équipe « Exobiologie et Astrochimie» porte sur l’étude de la distribution des molécules organiques dans le Système Solaire et les exoplanètes, ainsi que les mécanismes physiques et chimiques dans lesquels cette matière organique est impliquée. Les travaux de l’équipe s’attachent également à caractériser le niveau d’habitabilité, actuel ou passé, des environnements présents dans le système solaire. L’objectif final est la compréhension des processus ayant permis, au travers de d’une évolution chimique, l’apparition du vivant. Les objets d’études actuels de l’équipe représentent toute la diversité des systèmes planétaires et vont de Mars aux Mondes Océans (Titan, Europe, Encelade, Pluton) en passant par les petits corps et les exoplanètes tempérées. Les moyens mis en œuvre dans l’équipe comportent principalement le développement instrumental pour le spatial (filière GC); le traitement et l’analyse de données renvoyées par les missions spatiales (MSL, Cassini-Huygens, etc.); et des activités de laboratoires pour simuler ou étudier des analogues d’environnements extra-terrestres (Simulations atmosphériques, détection de biomarqueurs).
Héliophysique
L’équipe « Héliophysique » étudie le Soleil et son environnement global, notamment les propriétés du vent solaire et les liens avec l’héliosphère et le milieu interstellaire, ainsi que les interactions Soleil-Terre. L’exploitation des données de coronographie (e.g. SOHO/LASCO), photométrie UV (e.g. SOHO/SWAN) et de spectroscopie UV et X à haute résolution, combinée avec des modèles numériques, permettent d’étudier l’impact du Soleil et du vent solaire et de leur variabilité sur les corps du système solaire et la manière dont leurs interactions façonnent le milieu interplanétaire.
Surfaces & subsurfaces
L’équipe « Surfaces & subsurfaces » s’attache à décrire les surfaces et subsurfaces du système solaire (Mars, satellites glacés, Vénus, etc.) au moyen de méthodes de sondage électromagnétique (radars sondeurs et imageurs, radiomètres micro-ondes, sondes de permittivité) afin d’aider à reconstituer leur histoire géologique et thermique. Elle s’appuie sur une approche transdisciplinaire combinant traitement et analyse de données spatiales, développement instrumental (de radars GPR spatiaux), activités de laboratoire et modélisation (électromagnétique, transfert radiatif).

## Départements techniques
Le LATMOS est organisé autour de plusieurs départements scientifiques ou de support, et de cinq départements techniques métiers regroupant l’ensemble des ingénieurs et techniciens (environ 60 ITA et BIATOSS) qui dans leur domaine d’expertise, sont impliqués dans le développement et l’exploitation des projets d’instrumentation ou de modélisation du laboratoire.
Cette organisation ‘’matricielle’’ des compétences techniques pour les projets portés par les départements scientifiques permet à chaque ingénieur/technicien d’être impliqué sur plusieurs projets en parallèle, favorisant la diffusion des savoir-faire et expériences qui ont été acquis.

## Instruments de mesure
Le LATMOS ou ses deux prédécesseurs historiques (Service d'Aéronomie et Centre d’Étude des Environnements Terrestres et Planétaires) ont développé, seuls ou en collaboration avec d'autres instituts nationaux et/ou internationaux, un certain nombre d'instruments de mesure. Parmi ceux-ci figurent notamment les expérimentations :
- HOPE : Halley Optical Probe Experiment  la sonde Giotto
- PHEBUS : Probing of Hermean Exosphere By Ultraviolet Spectroscopy, à bord de la sonde BepiColombo
- SAM-GC dans la suite instrumentale SAM : Sample Analysis at Mars embarquée sur le rover martien Curiosity
- La voie UV de l'instrument SPICAM : SPectroscopy for the Investigation of the Characteristics of the Atmosphere of Mars, à bord de la sonde Mars Express
- La voie UV de l'instrument SPICAV : SPectroscopy for the Investigation of the Characteristics of the Atmosphere of Venus, à bord de la sonde Venus Express
- WISDOM : Water Ice Subsurface Deposit Observation on Mars, sur le rover martien du programme ExoMars